# فراستانس
فراستانس (به آلمانی: Frastanz) یک منطقهٔ مسکونی در اتریش است که در ناحیه فلدکیرش واقع شده‌است. فراستانس ۳۲٫۲۵ کیلومتر مربع مساحت دارد ۵۱۰ متر بالاتر از سطح دریا واقع شده‌است.